# Kartellen
Kartellen var en svensk gangstarap-grupp som grundades 2008 av Leo "Kinesen" Carmona. Centralfigur var även Sebbe Staxx som frontade gruppen. Musiken handlade om svensk segregation och klassklyftor, och har kritiserats för att glorifiera det kriminella livet.
De uppmärksammades första gången i ett reportage i livsstilsmagasinet Rodeo av journalisten och författaren Cyril Hellman och blev kort därefter föremål för ifrågasättande på ledarsidor i bland andra Dagens Nyheter och Svenska Dagbladet. I början släppte gruppen sin musik på internet genom sin Myspace-sida och fria nedladdningsbara mixtapes som blev populära och omtalade med miljontals lyssnare. De första kända låtarna var :Programrebeller", "Kartellen" och "Fuck Aina" som alla präglades av kritik mot polis, kriminalvård, regeringsalliansen och rådande kriminalpolitik. I början av februari 2011 kom debutalbumet Reflektion som bara släpptes i 1 000 exemplar. Det följande året släppte Kartellen sitt första album på ett större skivbolag (So Blue Music/Universal) med titeln Ånger & kamp som bland annat nominerades till grammy i kategorin årets hiphop/Rnb för 2013. Samma år dömdes Sebastian Stakset till 5000 kronor dagsböter för att ha mordhotat Sverigedemokraternas partiordförande Jimmie Åkesson. Han dömdes samma år även för narkotika- och vapeninnehav efter att ha ertappats med en 9 mm pistol inne på Hard Rock Cafe i Stockholm. Stakset och Carmona skrev pjäsen Medans vi faller baserad på Staksets liv som år 2012 gick upp på Stockholms Teater till fina recensioner. År 2015 släppte Stakset sin självbiografi Sebbe Stakset: musiken, brotten, beroendet skriven tillsammans med journalisten Niklas Malmborg.
I februari 2016 meddelade Sebastian Stakset sina planer att lämna gruppen, med hänvisning till att han "inte [längre] har det hatet som behövs" och hans kristna tro. Tre månader senare ledde detta till Kartellens upplösande, då  samtliga konserter i promotionturnén till gruppens sista album ställdes in. Slutpläderingen släpptes i början av juni 2016. Året därpå släppte Carmona romanen Spelet är spelet skriven tillsammans med Cyril Hellman utgiven på Forum förlag. Samma år preskriberades Arlandarånet och kort därefter erkände Carmona att han utförde och planerat rånet som med ett byte på 44 miljoner kronor är det största i Sveriges historia.

## Historik
Kartellen bildades 2008 i ett finskt fängelse av Leo "Kinesen" Carmona och Janne "Babyface" Raninen, som båda avtjänade livstidsstraff för medhjälp till mord i Finland.
De två skrev texterna i fängelset och tog hjälp av sina vänner på utsidan för att få ut sin musik, "verklighetsbaserad hiphop från gatan som representerar alla miljonprogram". De fann snart de unga rapparna "Sebbe" och "Kaka" som fick uppgiften att representera gruppen. I början av 2009 släppte gruppen sitt mixtape Kartellen är här för nedladdning genom den svenska hiphoptidningen Kingsize Magazine hemsida. Låtarna producerades av bland annat Masse, Tiny, Matte (från Fjärde Världen) samt EKBITS och LME & ISHI. Kartellen är här laddades ner omkring 18 000 gånger. Senare under 2009 släppte de sitt andra mixtape, prOGramrebeller, även det tillgänglig för gratis nedladdning genom Kingsize Magazine. Gäster på mixtapet var Adam Tensta, J-son, Eboi och Pauline. Kartellen släppte 2009 singeln "Gå Loss", där bland annat Lazee och Adam Tensta medverkade. Gå Loss producerades av svenska producenten ISHI.
Mellan 2009 och 2011 var Anders Alpsäter (Alpis) medlem i Kartellen.
Under svenska valet 2010 släppte Kartellen en singel vid namn "Bort med alliansen", där de uppmanade folk att inte rösta på de borgerliga partierna. Låten producerades av Mack Beats. De medverkade även på hiphopsamlingen Evolution med låten "Så vi gör".
Kartellen släppte sitt debutalbum i början av februari 2011. Albumet fick namnet Reflektion och gavs ut i 1 000 exemplar. Kartellen skrev under 2012 skivkontrakt med Soblue Music/Universal, och den 23 november 2012 släppte Kartellen sitt album Ånger & kamp. Två singlar släpptes från albumet, "Ställ dig upp" och "Mina områden", som båda blev mycket framgångsrika. I "Ånger & kamp" tonades gangsterlivet ner och ersattes av egna uppgörelser med sociala problem och personliga kriser. Albumet var också nominerad för en Grammis 2013 i kategorin bästa hiphop/soul.
Den 29 november 2013 släpptes "Ånger & kamp del 2". På skivan medverkar förutom Sebbe Staxx även Dani M, Timbuktu, Aleks, Abidaz, Myrna, Syster Sol, Robert Athill och Chris Mhina. Skivan är producerad av Stress (Roc Nation).
Kartellen vann 2014 Kingsize Magazine pris för årets grupp och med albumet Ånger & kamp del 2 vann de årets album inom svensk hiphop.
Den 23 maj 2016 meddelade Kartellen att man lägger av sedan Staxx meddelat att han hoppar av. Gruppens sista album Slutpläderingen släpptes den 10 juni 2016. Albumet välkomnades generellt av kritikerkåren och beskrevs av Nöjesguiden som "ett värdigt avslut".

## Kontroverser

### Uppmärksamhet i Sveriges Radio
Kartellen uppmärksammades i radioprogrammet Studio Ett under våren 2009 i en serie reportage om gruppen gjorda av journalisten Katarina Gunnarsson. Detta uppmärksammades av Hanne Kjöller, ledarskribent på Dagens Nyheter, som menade att hon inte köpte Kartellens tal om "detta ospecifika för-oss-fanns-bara-ett-val-svammel som Greken och den andra intervjuade bandmedlemmen rappar." I ett blogginlägg på Kartellens MySpace svarade de på ledaren med att de talar om segregationen som existerar i miljonprogrammen och att det är den som är källan till kriminaliteten. Även Cyril Hellman, redaktör för Situation Sthlm, skrev en artikel på Newsmill där han menade att gruppen var utsatt för en hetsjakt och att P1:s granskning av gruppen var oseriös.

### Hot mot Jimmie Åkesson
I  november 2013 släpptes låten "Svarta Duvor & Vissna Liljor" som är ett samarbete mellan Kartellen och Timbuktu vilket skapade stor debatt i svensk media, då den innehåller textraden "Dunka jimmie gul & blå, hissa i en flaggstång”, av Timbuktu som kunde uppfattas som hot mot Jimmie Åkesson. Låten polisanmäldes av Sverigedemokraterna men åklagaren valde att inte föra det till åtal.

### Samarbete med Revolutionära fronten
Bandet samarbetade med den vänsterextrema gruppen Revolutionära fronten i en av sina musikvideor, där de använde autentiska bilder på skadegörelse och misshandel. Vissa tolkade uttalanden från Sebbe Staxx som att han försvarade Revolutionära frontens metoder, men Staxx dementerade detta.

### Uppdrag granskning
I juni 2014 drog sig sponsorn Dalarnas Tidningar ur festivalen Peace and Love för att Kartellen skulle medverka, eftersom DT inte vill stötta en festival som bokar musiker som de anser inte tar avstånd från politiskt våld.
I maj 2014 meddelade Svenska kyrkan att man drog sig ur ett ungdomsarrangemang där Kartellen skulle medverka. Enligt en företrädare ville inte Svenska kyrkan "ställa upp på ett budskap som handlar om våld som metod och där man kränker människolivet." Sebbe Staxx mötte kyrkans företrädare innan den omdiskuterade konserten i Kungälv.
Att Dalarnas Tidningar och Svenska Kyrkan drog sig ur evenemang där Kartellen var bokade att medverka beror bland annat på ett reportage i SVT:s Uppdrag granskning i maj 2014.

## Diskografi

### Album
- 2011 – Reflektion
- 2012 – Ånger & kamp
- 2013 – Ånger & kamp del 2
- 2016 – Slutpläderingen

### Mixtapes
- 2009 – Kartellen är här
- 2009 – Programrebeller
- 2012 – Blodspakt

### Singlar
| År   | Singel                                                                 | Chart peak (SWE) | Album              |
| ---- | ---------------------------------------------------------------------- | ---------------- | ------------------ |
| 2012 | "Mina områden" (Kartellen, Sebbe Staxx feat. Dani M)                   | 26               | Ånger & kamp       |
| 2012 | "Ställ dig upp" (Kartellen, Sebbe Staxx feat. Chrippa)                 | 43               | Ånger & kamp       |
| 2013 | "Skriker ut" (Kartellen, Sebbe Staxx feat. Admiral P & Robert Athill)  | -                | Ånger & kamp del 2 |
| 2013 | "Underklassmusik" (Kartellen, Sebbe Staxx feat. Aleks)                 | 22               | Ånger & kamp del 2 |
| 2013 | "Svarta duvor & vissna liljor" (Kartellen, Sebbe Staxx feat. Timbuktu) | 14               | Ånger & kamp del 2 |

Andra
- 2009 – "Gå loss" (med Lazee och Adam Tensta)[29]
- 2010 – ""Bort med alliansen" (producerad av Mack Beats)